# Saki Fukuda
Saki Fukuda (福田沙紀) (Kumamoto, 19 de setembro de 1990) é um atriz e cantora japonesa.

## Filmografia

### Filmes
| Ano  | Título original | Título em português | Papel                  | Observações |
| 2008 | Sakura no Sono  |                     | Momo Yuki              |             |
| 2009 | Yatterman       |                     | Ai-chan / Yatterman #2 |             |

### Televisão
| Ano  | Título original                      | Título em português | Papel            | Observações |
| 2004 | 3 nen B gumi Kinpachi sensei 7       |                     | Reiko Asada      | TBS         |
| 2005 | Donmai                               |                     |                  | NHK         |
| 2006 | Fushin no Toki                       |                     | Mayumi Ito       | Fuji TV     |
| 2006 | Jitensha Shonenki                    |                     |                  | TV Tokyo    |
| 2006 | Shinjuku no Haha Monogatari          |                     |                  | Fuji TV     |
| 2007 | Haikei, Chichiue-sama                |                     | Eri Sakashita    | Fuji TV     |
| 2007 | Hoshi Hitotsu no Yoru                |                     | Miki Saeki       | Fuji TV     |
| 2007 | LIFE                                 |                     | Manami Anzai     | Fuji TV     |
| 2007 | Okaasan, Boku ga Umarete Gomen Nasai |                     | Hitomi Fujitani  | Fuji TV     |
| 2008 | Daisuki!!                            |                     | Kotone Sawada    | TBS         |
| 2008 | Isshun no Kaze ni Nare               |                     | Wakana Taniguchi | Fuji TV     |
| 2009 | Ghost Friends                        |                     | Asuka Kamiya     | NHK         |
| 2009 | Maid Deka                            |                     | Aoi Wakatsuki    | TB Asahi    |